# Mondfinsternis vom 1./2. Mai 668 v. Chr.
Die Beobachtungseinzelheiten der Mondfinsternis vom 1./2. Mai 668 v. Chr. (−667 nach astronomischer Zeitrechnung, Sarosperiode 30) wurden von einem babylonischen Astronom auf einer Keilschrifttafel protokolliert. Die zu der Gattung der ACT-Texte gehörende Aufzeichnung (BM 35115) befindet sich gegenwärtig im British Museum zu London. Der im julianischen Kalendersystem angegebene 1./2. April 668 v. Chr. entspricht in Umrechnung auf den heutigen gregorianischen Kalender dem 24./25. April 668 v. Chr.
Besondere Bedeutung erlangte diese Aufzeichnung unter anderem durch den Bezug auf den babylonischen König Šamaš-šuma-ukin. Die Mondfinsternis konnte in Babylonien nicht direkt beobachtet werden, da sie dort erst nach Sonnenaufgang begann. Die babylonischen Astronomen berechneten daher aufgrund ihrer Erfahrungswerte den wahrscheinlichen Zeitpunkt der Verfinsterung.

## Erste Übersetzungen
Der Assyriologe Johann Strassmaier sowie die Astronomen Josef Epping und Franz-Xaver Kugler begannen zuerst mit der Übersetzung des babylonisch-astronomischen Keilschrifttextes.
Die damaligen herausragenden Forschungsleistungen wurden unter anderem von Otto Neugebauer fortgeführt. 1955 erschien das dreibändige Standardwerk Astronomical cuneiform Texts - Babylonian ephemerides of the Seleucid period for the motion of the sun, the moon, and the planets, das bis heute noch immer die Grundlage der babylonischen Astronomiegeschichte bildet.

## Babylonischer Text BM 35115
Bei dem erwähnten astronomischen Ereignis handelte es sich um eine partielle Mondfinsternis, die aufgrund der Angaben im Keilschrifttext genau zu datieren war. Durch Überprüfung mit anderen historischen Finsternissen wurde festgestellt, dass die historischen Datierungen von den zurückgerechneten Werten abweichen. Die entsprechende Zeitdifferenz wird als „ΔT“ bezeichnet.
Unter Berücksichtigung des ΔT begann die Mondfinsternis in Babylonien etwa um 7:30 Uhr des 2. Mai (25. April) 668 v. Chr. und erreichte gegen etwa 10:00 Uhr ihr Maximum. Die Hochrechnung weist eine große Genauigkeit bezüglich des tatsächlichen Eintritts der Mondfinsternis auf:

„Šamaš-šuma-ukin, Akzessionsjahr: Zweiter Monat (Ajaru), (Beginn) 40 UŠ (40 deg; etwa 160 Minuten) nach Sonnenaufgang.“